# 宗敦寺 (中津川市)
宗敦寺（そうとんじ）は、岐阜県中津川市付知町にある臨済宗妙心寺派の寺院。山号は禅徳山。本尊は聖観世音菩薩。

## 歴史

### 真門山 宗頓寺
戦国時代末期に、付知村の支配者であった遠山備後は長男を、当時浄土宗であった下野村の法界庵にて修行をさせて、廓翁天誉という僧侶とした。
慶長年間(1596年～1614年)に廓翁天誉は、下付知の虚空蔵山麓に、浄土宗の真門山 宗頓寺を開基した。
寛永3年(1626年)、廓翁天誉は法界庵の恩師を訪れた帰りに豪雨に遭い、芝ヶ瀬・樅の渡瀬で一本橋から落ちて溺死した。
廓翁天誉には法系を継ぐ者が無かったため、加子母村の曹洞宗法禅寺から「禅道首座」が宗頓寺に住持し、その後弟子の「三堯首座」が相続し、慶安3年(1650年)まで続いたが、いかなる理由なのか不明であるが廃寺となった。
その寺址は、寺畑と呼ばれ、宝篋印塔1基と数個の墓石と井戸が残っている。

### 林泉庵
寛永10年（1633年）、付知村の庄屋であった田口四郎三郎慶廣が、下タ向の地に林泉庵を開基した。
この林泉庵について詳細は不明であるが、中世以降の文献には別業に墓を設けたとの記録があり、別業とは住居であっても本宅ではないので、田口家の別宅として仏像などを祀り、先祖の供養をしていたところと思われる。

### 禅徳山 宗敦寺の開山
魏海宗活は、10歳の時に、苗木雲林寺三世の一秀玄廣の弟子となって修行し、若くして学識高く覇気に富んだ僧であった。
万治2年(1659年)には、五世として法系を継ぐように嘱望されたが、恩師の一秀玄廣の念願「臨済宗を苗木藩領内への布教のため」を座していてはその目的は達せられないと考えて、雲林寺の法統は、一桂玄珠に託して、
寛文2年(1662年）には、故郷の田瀬村に、桃岳山 曹源寺を建立し、さらに他藩(尾張藩)領であった付知村にも積極的に臨済宗妙心寺派の寺院の建立を呼び掛けた。
付知村庄屋の田口忠左衛門慶寛は、魏海の情熱にほだされて、由緒ある林泉庵の址に、宗頓寺の再建を決意し、魏海と共に村民に喜捨を呼び掛けたおりの再建奉加の一文が宗敦寺に保存されている。
と貧者の一灯を村民に訴えている。
魏海宗活は、田口夫妻と林泉庵で起居を共にして、一緒に建築現場で働いたという。
田口忠左衛門慶寛は、宗敦寺境内にあたる土地9町7反、大山谷隠小屋に水源林を4箇所3町5反、槙ヶ平井根太林1反9畝、
旧宗頓寺跡地の付属耕地6反歩、大山谷の水10分の1を添えて寄進した。当時としては、これらの土地からの年貢や林産物で寺の維持は充分に賄えた。
当時は木曽五木の使用は禁止されていたので、松の割材を多く使用した。また付知村には杣人が多く住んでいたものの、木挽職人が少なかったため、木曽谷から木挽を招き、建築の工匠については加茂郡蜂屋村の中島五兵衛吉重に依頼した。
寛文6年（1666年）5月21日、現在の伽藍が建立され、宗頓寺の頓の字を変えて、禅徳山 宗敦寺が開山した。
延宝3年（1675年）10月24日、魏海宗活は55歳で遷化した。

### 中興者 輪外胡桂
元文元年（1736年）、宗敦寺の四世となった輪外胡桂は加茂郡鹿塩村の出身である。
元文4年（1739年）には間口八間、奥行七間の庫裡を建てた。
延享3年（1746年）には大鐘及び半鐘を鋳造した。
宝暦9年（1759年）に大法要を営んだ際に集まった僧侶は30余人であったとされる。
その後、山門・土蔵・文庫・書院と完成し、一世の魏海の願望が実現した。
輪外の功績は、単に寺内の整備のみではなく、馬瀬(間瀬)、大平の溜池構築及び増築、水田の敷造成の指導、万場田地の開拓、水田の改良工事、また付知村最初の樅木（芝ヶ瀬）に人馬通行ができる両刎橋を架けた。
また地元である下タ向の農民の為に、尾山（大山）の平を草刈り場とするように加子母村と交渉しその実現に努力した。
さらに大山神社の建立や、その他の堂宇の再建、無縁仏の供養塔、村民の幸福を祈る経王供養塔の建立など多くの行跡を残し、晩年は川東に隠居し82歳で遷化した。隠居屋敷の名は松原に残っている。

### 明治時代
明治3年（1870年）、苗木藩で徹底した廃仏毀釈が実行されると、苗木藩領に隣接する付知村も、その影響を受けることとなった。
明治4年（1871年）、元庄屋の田口慶成の被官及び親類縁者19名が、神葬祭への改宗を願い出た。
さらに明治7年（1874年）には村政の紛糾もからんで檀家500軒の内の347軒が改宗願いを出すに至った。
その時、宗敦寺九世の二山宗直は岐阜市へ出張中であったが、帰村すると元庄屋の田口慶成の協力を得て、宗敦寺護持運動を展開した。
宗敦寺八世の布山智襄の弟子で、次の後継者と目されていた
幼少期は宗敦寺の小僧であったが成人後は静岡市の清見寺の僧となっていた坂上宗詮(眞淨)と共に布山智襄の寺子屋で学んだ学友たちの努力によって、347軒の殆どが改宗願いを取り下げた。
後に坂上宗詮(眞淨)は京都の大本山妙心寺の管長となった。
こうした苦難を乗り越えて、明治29年(1896年)十世の実川玄袋の代に、当時の御料局からケヤキの大樹3本(150石)の払い下げを受けて、棟梁の早川義浄によって鐘楼が完成した。

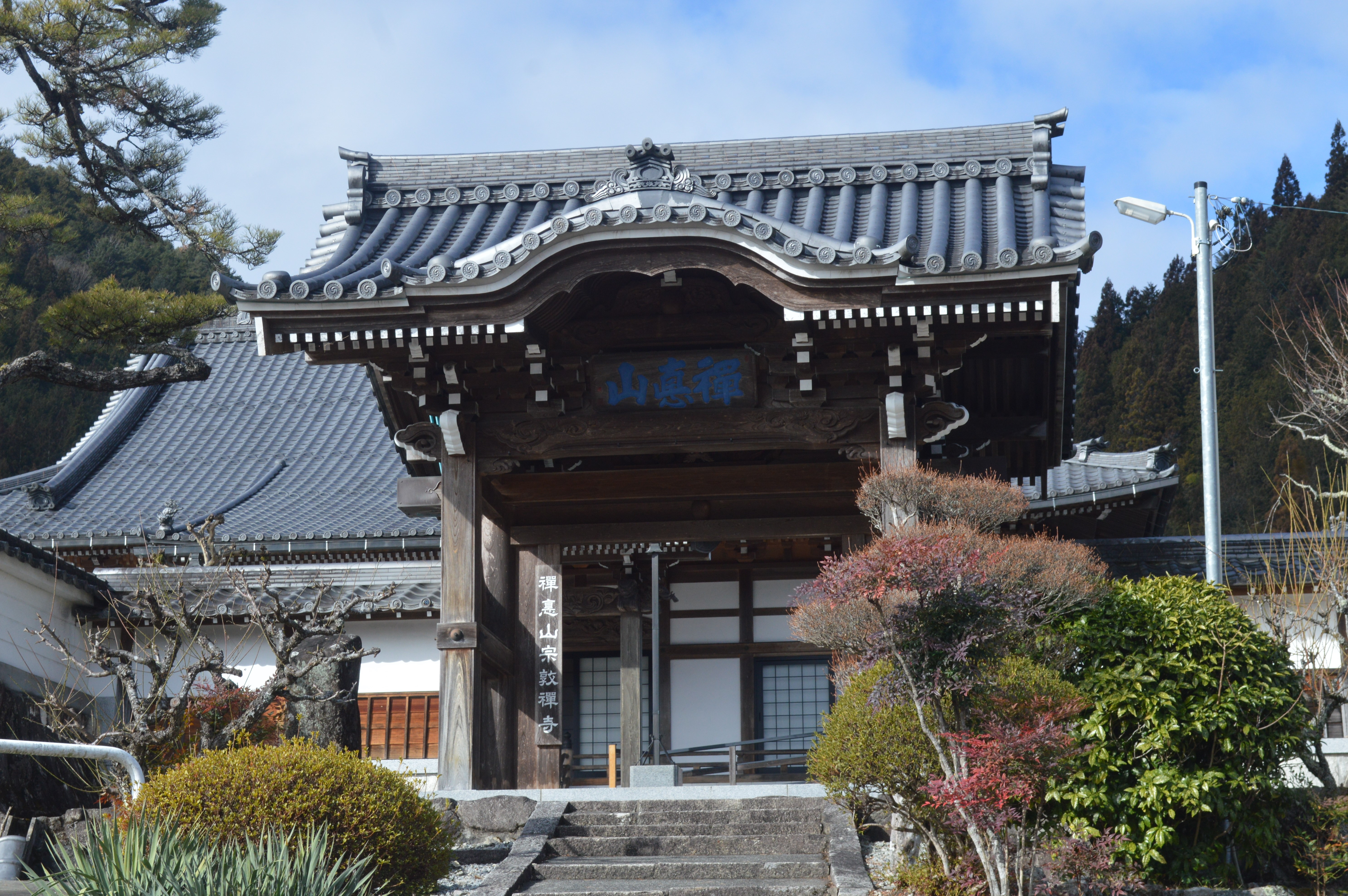
山門
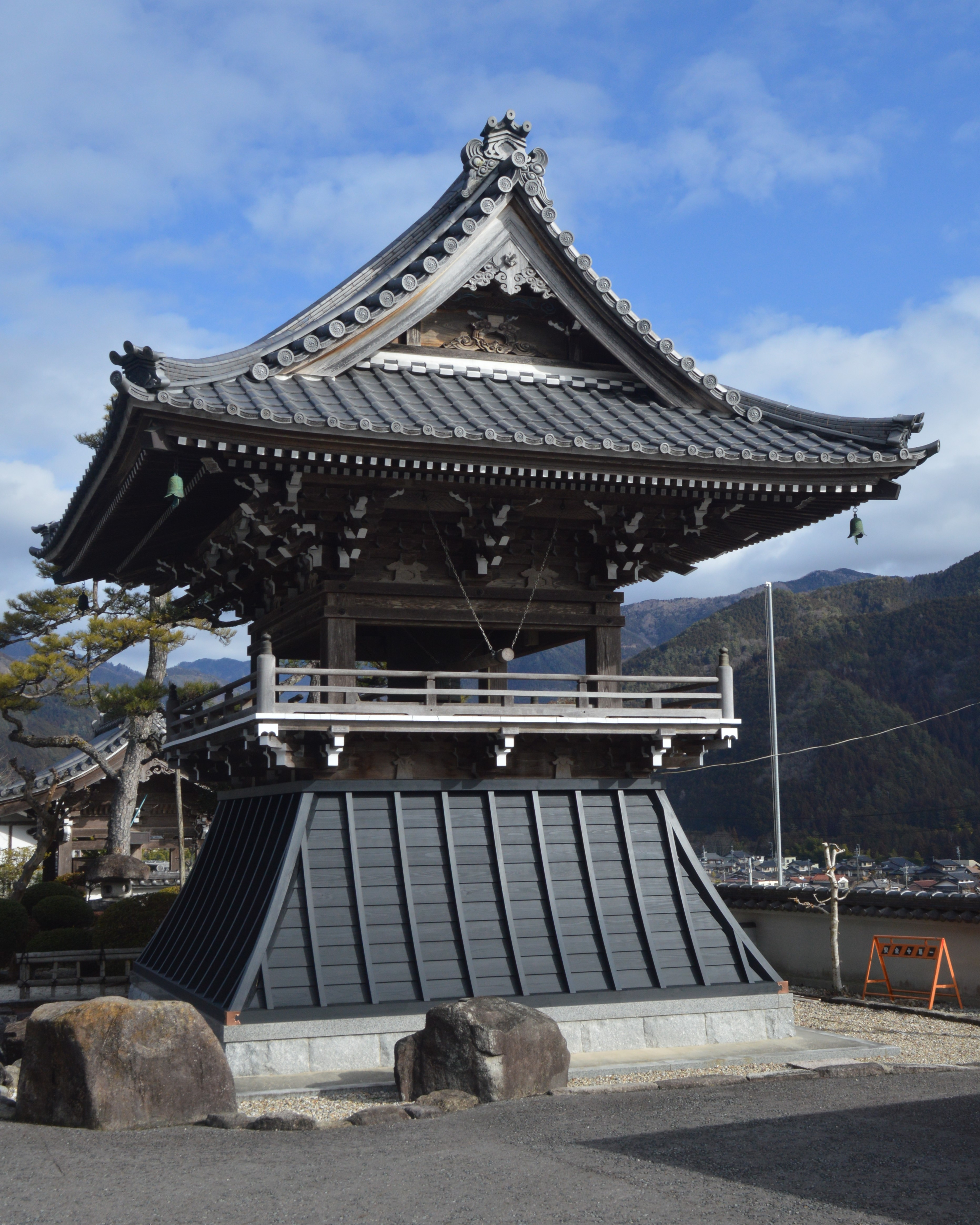
鐘楼
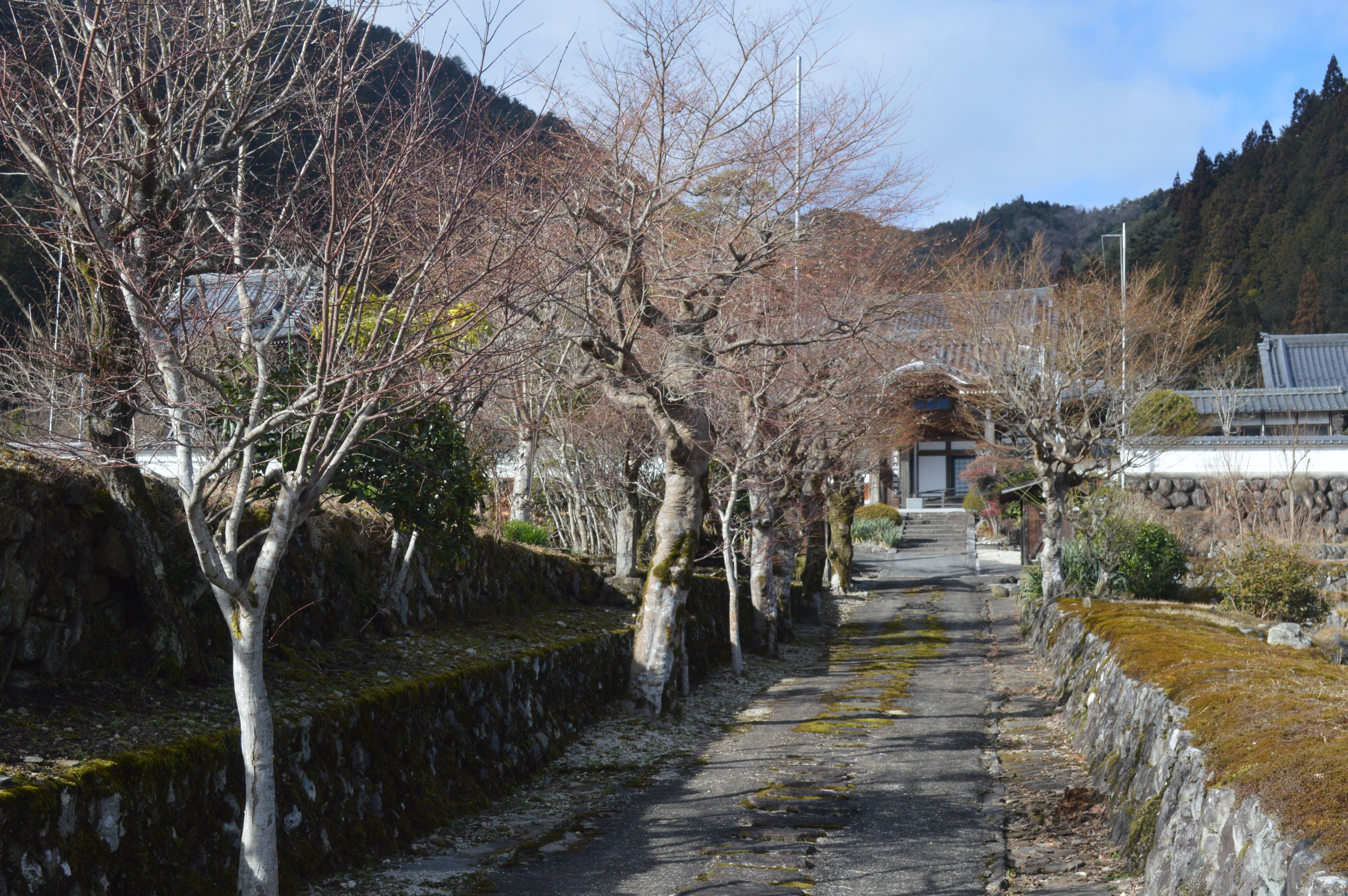
参道

## 寺宝
開山の魏海宗活の等身大の木像・宗敦寺十境の魏海書・六世の傳偃傒の血書・輪外胡桂の古記録などがある。

### 中津川市指定文化財
- 血書大乗妙典 - 寛政3年（1791年）。1976年（昭和51年）1月20日指定。
- 紙本禅徳山宗敦寺十境之十徳 - 室町時代の文明6年（1474年）。1976年（昭和51年）1月20日指定。
- 紙本墨跡白隠禅師書 - 江戸時代。1976年（昭和51年）1月20日指定。
- 紙本十三人墨跡 - 寛文10年（1670年）。1976年（昭和51年）1月20日指定。
- 木額・白隠禅師書 - 江戸時代。1980年（昭和55年）2月9日指定。
- 紙本宗敦寺沿革略記 - 1868年（明治元年）。1986年（昭和61年）9月12日指定。
- 雲龍の図 - 江戸時代。三尾暁峰の作。1990年（平成2年）9月14日指定。
- 花鳥の図 - 江戸時代。三尾暁峰の作。1990年（平成2年）9月14日指定。
- 木造聖観世音坐像 - 室町時代。1999年（平成11年）1月19日指定。

## 桃岳山 曹源寺
寛文2年(1662年)、後に宗敦寺を開山した魏海宗活によって故郷の田瀬村に創建されたが、
元禄9年(1696年)頃に取毀されたため、極めて短期間で廃寺となった寺院である。
当初は、上田瀬の「上の畑」という庄屋地に建てられたが、水の便が悪かったため、
寛文9年(1669年)には、上田瀬の妙雲庵(薬師堂)の場所へ移転した。
曹源寺は、魏海宗活が個人的に建てた寺であり、田瀬の村人の大半は、付知村の宗敦寺の檀徒であった。
田瀬の村人は尾張藩領であった付知村の宗敦寺が遠方であり、しかも付知川を川越して行かなくてはならなかったため、
苗木藩に願い出て、宗敦寺よりも距離が近い、下野村にある法界寺の預かり檀徒となった。